# 江屋
江屋是位于中国广东省广州市天河区沙东街道的一个自然村。属沙东村管辖。清末时建村。2015年时，户籍人口822人。